# Formigliana
Formigliana – miejscowość i gmina we Włoszech, w regionie Piemont, w prowincji Vercelli.
Według danych na rok 2004 gminę zamieszkiwało 560 osób, 32,9 os./km².